# Sławomir Nowak (trener)
Sławomir Nowak (ur. 25 maja 1941 w Kutnie, zm. 1 sierpnia 2021 w Gdańsku) – polski zawodnik, a następnie trener lekkiej atletyki, jego najsłynniejszym zawodnikiem był Wilson Kipketer.

## Życiorys
Jako zawodnik uprawiał dziesięciobój i skok o tyczce. W barwach Gwardii Warszawa zdobył mistrzostwo Polski w skoku o tyczce w 1969, wynikiem 4,80 m oraz brązowy medal w dziesięcioboju w 1966 wynikiem 6583 pkt. Wystąpił w jednym meczu międzypaństwowym z Bułgarią w 1969, wygrywając konkurs skoku o tyczce. 
Absolwent Akademii Wychowania Fizycznego w Poznaniu, trener klasy mistrzowskiej. Pracował jako trener w Gwardii Warszawa. W latach 60. XX wieku m.in. z płotkarką Teresą Gierczak, która była jego pierwszą żoną. Doprowadził ją do wyrównania rekordu Polski na 100 m ppł wynikiem 13,3 s. (29.08.1969) i brązowego medalu mistrzostw Europy 1969. Był to jego pierwszy sukces trenerski.
W latach 70. był trenerem klubowym m.in. wielokrotnych reprezentantek i medalistek mistrzostw Polski i Europy, płotkarek Zofii Bielczyk (gościnnie – była bowiem zawodniczką Polonii Warszawa) i Grażyny Rabsztyn, a także czołowej polskiej wieloboistki Grażyny Niestój. W latach osiemdziesiątych trenował wieloboistkę Małgorzatę Guzowską, która została jego drugą żoną. Doprowadził ją do rekordu Polski w siedmioboju (6616 pkt – 31.08.1985). Następnie prowadził wieloboistkę Marią Kamrowską, która została jego trzecią żoną. Wszystkie jego kolejne żony startowały na igrzyskach olimpijskich.
W latach 1991–1998 pracował w Danii, gdzie doprowadził do największych sukcesów, w tym rekordu świata i mistrzostwa Świata w biegu na 800 m Wilsona Kipketera. Pozostał jego trenerem także po powrocie do Polski.
W pierwszej dekadzie XXI wieku był trenerem biegaczki Grażyny Prokopek oraz pomagał Vénuste Niyongabo. Następnie został trenerem kobiecej kadry wieloboistek, ale w 2005 musiał ustąpić po pojawieniu się zarzutów związanych z niewłaściwym zachowaniem wobec zawodniczek. 
Pracownik dydaktyczny Akademii Wychowania Fizycznego i Sportu w Gdańsku. W 2009 doprowadził Kamilę Chudzik do brązowego medalu mistrzostw Świata w siedmioboju.
Zmarł w wieku 80 lat, przed śmiercią chorował na chorobę Parkinsona.

## Rekordy życiowe
- skok o tyczce – 4.80 m (9 lipca 1969),
- dziesięciobój – 6774 (24 czerwca 1970).